# دریاچه مالاوی
دریاچه مالاوی که دریاچه نیاسا هم نامیده می‌شود یکی از دریاچه‌های بزرگ آفریقا است. این دریاچه سومین دریاچه بزرگ قاره آفریقا و نهمین دریاچه بزرگ زمین است.
دریاچه مالاوی از نظر عمق دومین دریاچه عمیق در آفریقا به‌شمار می‌آید.
کشورهای آبخیز این دریاچه مالاوی، موزامبیک و تانزانیا می‌باشند.
تعداد گونه‌های ماهی در دریاچه مالاوی از همه دریاچه‌های جهان بیشتر است. در این دریاچه دست‌کم ۷۰۰ گونه از ماهیان گروه سیکلید زندگی می‌کنند.
دریاچه مالاوی یک دریاچه پاره‌آمیز است یعنی لایه‌هایی از آب در آن وجود دارد که با دیگر لایه‌ها گردش و آمیختگی ندارد.